# Grand martyre de Nagasaki

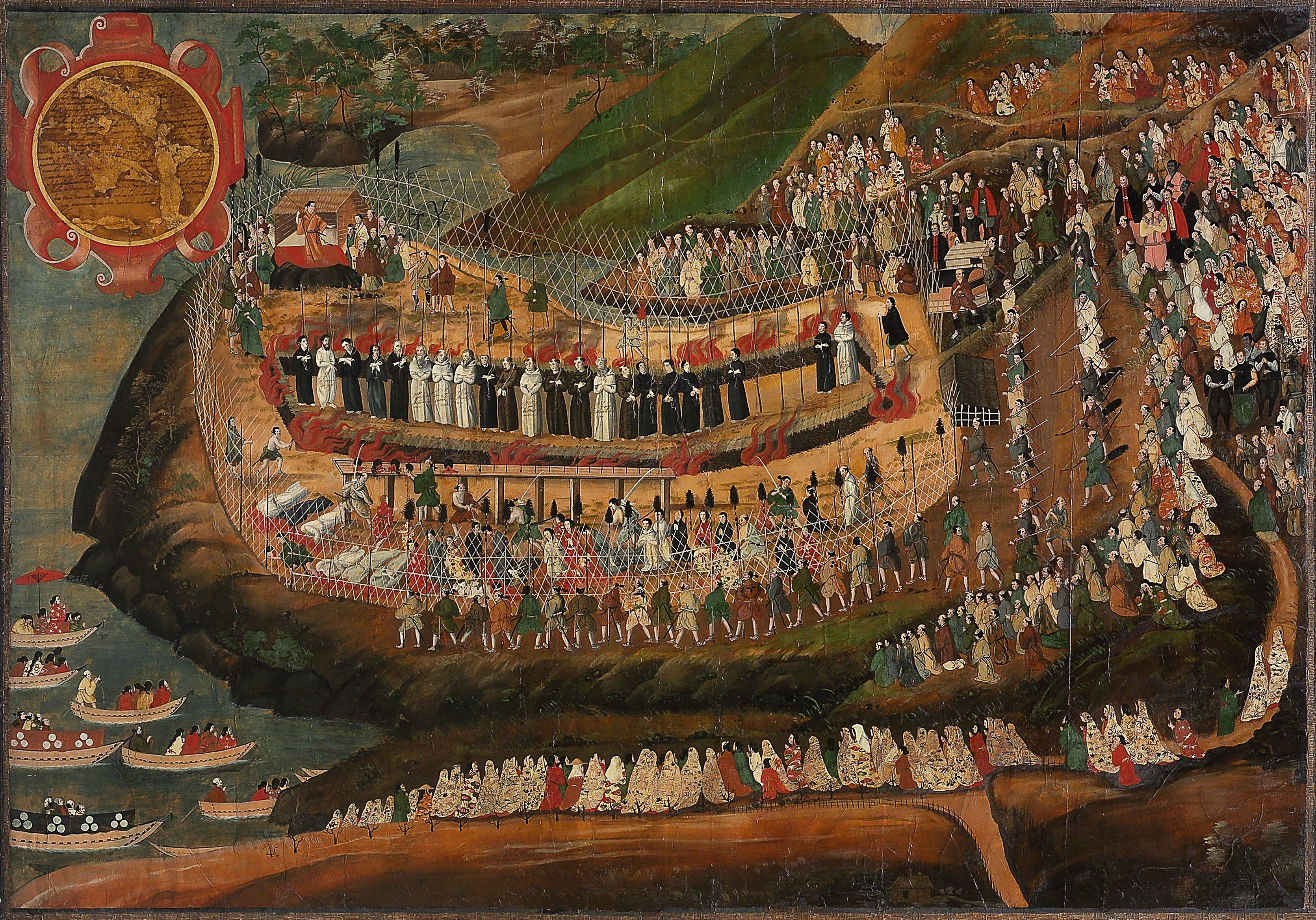
Artiste anonyme, 1622. Au centre : les condamnés en deux rangées. Sur le haut ceux qui vont être brûlés vifs. Sur la rangée inférieure, ceux en cours de décapitation ; plusieurs têtes sont déjà exposées sur une longue table.

Le Grand martyre de Nagasaki est l'exécution de cinquante-deux chrétiens, hommes, femmes et enfants, Japonais et missionnaires étrangers, religieux, et laïcs, jeunes et vieux, mis à mort le 10 septembre 1622, à Nagasaki au Japon. Vingt-deux d’entre eux furent brûlés vifs et les autres décapités.
Ils furent béatifiés le 7 juillet 1867 par Pie IX, avec l’ensemble des martyrs japonais du début du XVIIe siècle, et sont liturgiquement commémorés le 10 septembre.

## Liste des martyrs
Vingt-deux martyrs furent brûlés vifs et les trente autres, décapités. 
- 1-4. François Morales, Alphonse de Mena, Joseph de Saint-Hyacinthe, et Hyacinthe Orfanel, prêtres dominicains espagnols.
- 5. Ange Orsucci, prêtre dominicain italien.
- 6-8. Alexis, Thomas et Dominique, jeunes catéchistes japonais admis à la profession religieuse dominicaine en prison.
- 9. Richard de Sainte-Anne, prêtre franciscain belge.
- 10. Pierre de Avila, prêtre franciscain espagnol.
- 11. Vincent de Saint-Joseph, Frère franciscain espagnol.
- 12. Charles Spinola, prêtre jésuite italien.
- 13. Sébastien Kimura, 57 ans, prêtre jésuite japonais, petit-fils du premier Japonais baptisé par Saint François-Xavier.
- 14-20. Gonsalve Fusai, Antoine Chiuni, Pierre Sampo, Michel Xumpo, Jean Ciongocu, Jean Acafosci et Louis Cavara, novices jésuites japonais qui firent leurs premiers vœux avant de monter sur le bucher.
- 21. Léon de Satzuma, laïc japonais, catéchiste du Père Richard de Sainte-Anne.
- 22. Lucie de Freitas, 80 ans, veuve japonaise d’un catholique portugais, qui recevait chez elles les prêtres qui vivaient dans la clandestinité.
- 23-24. Antoine  et Madeleine Sanga, Japonais.
- 25-28. Antoine et Marie Coray, couple de Japonais et leurs enfants Jean (12 ans) et Pierre (3 ans).
- 29-31. Paul et Thècle Nagasci, couple japonais, et leur enfant Pierre (7 ans).
- 32-33. Paul et Marie Tanaca, couple japonais.
- 34-35. Isabelle Fernandez (épouse de Dominique Giorgi) et leur  fils Ignace (4 ans).
- 36. Apollonie, veuve.
- 37-38. Dominique et Clara Xamada, couple japonais.
- 39. Marie (épouse de André Tocuan), Japonaise.
- 40. Agnès (épouse de Côme Takeya Sozaburō), Japonaise (également connue comme Inès Takeya, née vers 1587, épouse d'un Japonais converti au christianisme).
- 41. Dominique Nacao.
- 42. Barthélemy Xichiemon, japonais.
- 43-44. Damien Jamichi et son fils Michel (5 ans).
- 45-46. Thomas Xiquiro (70 ans), et Rufus Iscimola, Japonais.
- 47. Marie (épouse de Jean Xoum), Japonaise.
- 48-49. Clément Vom, et son fils Antoine, Japonais.
- 50-52. Dominique Ongata, Catherine, et Marie Tanaura, laïques japonaises.

## Source
- Joseph Broeckaert, Vie du B. Charles Spinola et notice sur les autres martyrs du Japon, Bruxelles, H. Goemaere (Libraire-Éditeur), 1868.